# Bazoges-en-Paillers
Bazoges-en-Paillers település Franciaországban, Vendée megyében. Lakosainak száma 1551 fő (2022. január 1.). Bazoges-en-Paillers Beaurepaire, La Boissière-de-Montaigu, Chavagnes-en-Paillers, La Gaubretière, Les Landes-Genusson és Saint-Fulgent községekkel határos.

## Népesség
A település népességének változása:
| Lakosok száma | 1276 | 1361 | 1411 | 1419 | 1440 | 1460 | 1481 | 1525 | 1551 |
|               | 2013 | 2015 | 2016 | 2017 | 2018 | 2019 | 2020 | 2021 | 2022 |